# NanoFlowcell
NanoFlowcell est une entreprise d'innovation automobile fondée en 2013 par Nunzio La Vecchia.

## Histoire
NanoFlowcell est un constructeur automobile fondé fin 2013 et dirigé par Nunzio La Vecchia, un ancien associé de Christian von Koenigsegg . Il s'appuie sur la batterie à flux (flow cell en anglais), une technologie développée par la NASA au cours des années 1970, qui consiste en deux circuits de liquides ioniques reliés par une batterie où se met en œuvre une réaction d'oxydoréduction. Chaque liquide est entreposé dans un réservoir spécifique, ce qui pose un problème de poids et d'encombrement.
Selon son fondateur, les applications possibles du Flowcell ne se limitent pas à l'automobile, mais pourrait s'étendre à d'autres industries du transport (aérospatiale, ferroviaire, maritime), et même au BTP. NanoFlowcell emploie une centaine de personnes, et s'appuie sur un centre de R&D basé à Vaduz au Liechtenstein et un laboratoire d'essais implanté à Zurich.

## Modèles

### Quant E

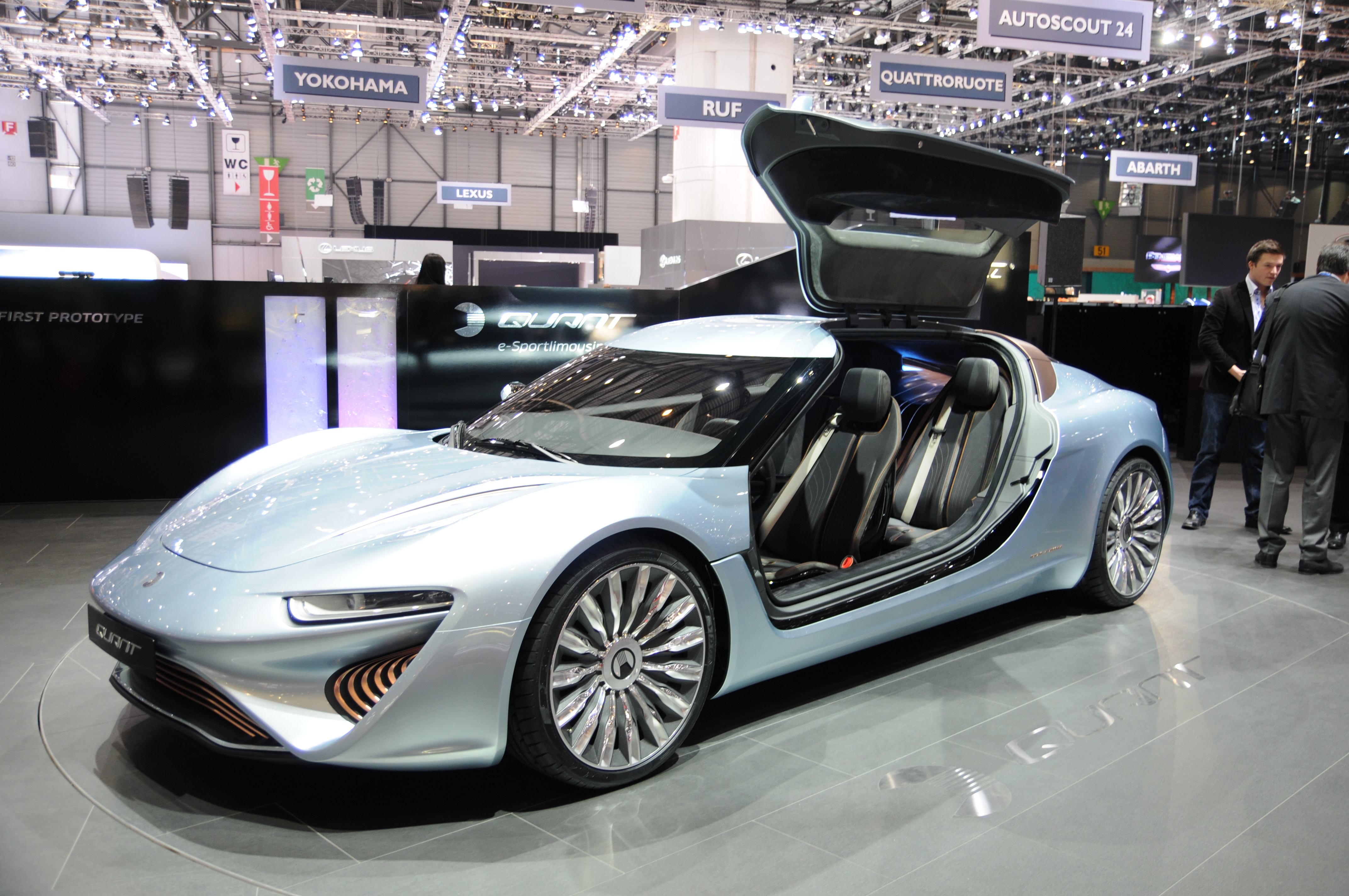
NanoFlowcell Quant E au salon de Genève 2014

NanoFlowcell présente d'abord au Salon de Genève 2014 la Quant E, grande berline basse qui exploite cette technologie. Elle est mue par quatre moteurs électriques placés au centre des essieux, qui développent chacun 120 kW (170 kW en crête) pour une puissance cumulée promise de 925 ch, répartie sur les roues. L'énergie provient des deux liquides ioniques, l'un positif et l'autre négatif, qui échangent leurs ions au travers d'une membrane. L'ensemble revendique un stock d'énergie de 120 kWh, soit cinq fois celui d'une Nissan LEAF et 40 % de plus qu'une Tesla Model S. La consommation annoncée est de 20 à 30 kWh aux 100 km, et l'autonomie entre 400 et 600 km. Deux réservoirs de 200 L chacun accueillent les liquides, qui se rapprochent d'une forme d'eau salée et ne présentent aucune toxicité aux dires du constructeur. Le système est prometteur du fait de son coût de fabrication limité et de sa propreté supposée, mais doit faire face aux problèmes de poids, d'absence d'infrastructures, et de tenue dans le temps de la membrane centrale.
Visuellement, la Quant se reconnaît à ses deux portes papillon longues de plus de 2 m, pour un encombrement total proche de celui d'une Mercedes Classe S, mais 15 cm moins haute. En dévoilant le modèle, NanoFlowcell annonce l'arrivée prochaine de quatre autres prototypes visant à démontrer la pertinence de ses études.

### Quant F
NanoFlowcell revient au Salon de Genève l'année suivante avec une version améliorée de la Quant. Elle développe cette fois 800 kW, soit 1 090 ch, et revendique désormais une autonomie de 800 km. Malgré ses 5,25 m et 2,3 tonnes, le véhicule offrirait des accélérations de 0 à 100 km/h en 2,8 s, et une vitesse maximale dépassant les 300 km/h, grâce notamment à une tension batterie allant jusqu'à 735 V. Malgré son statut de démonstrateur technologique, la Quant F serait à 90 % prête pour être produite selon la marque, et des premiers crash tests auraient déjà été menés.

### Quantino

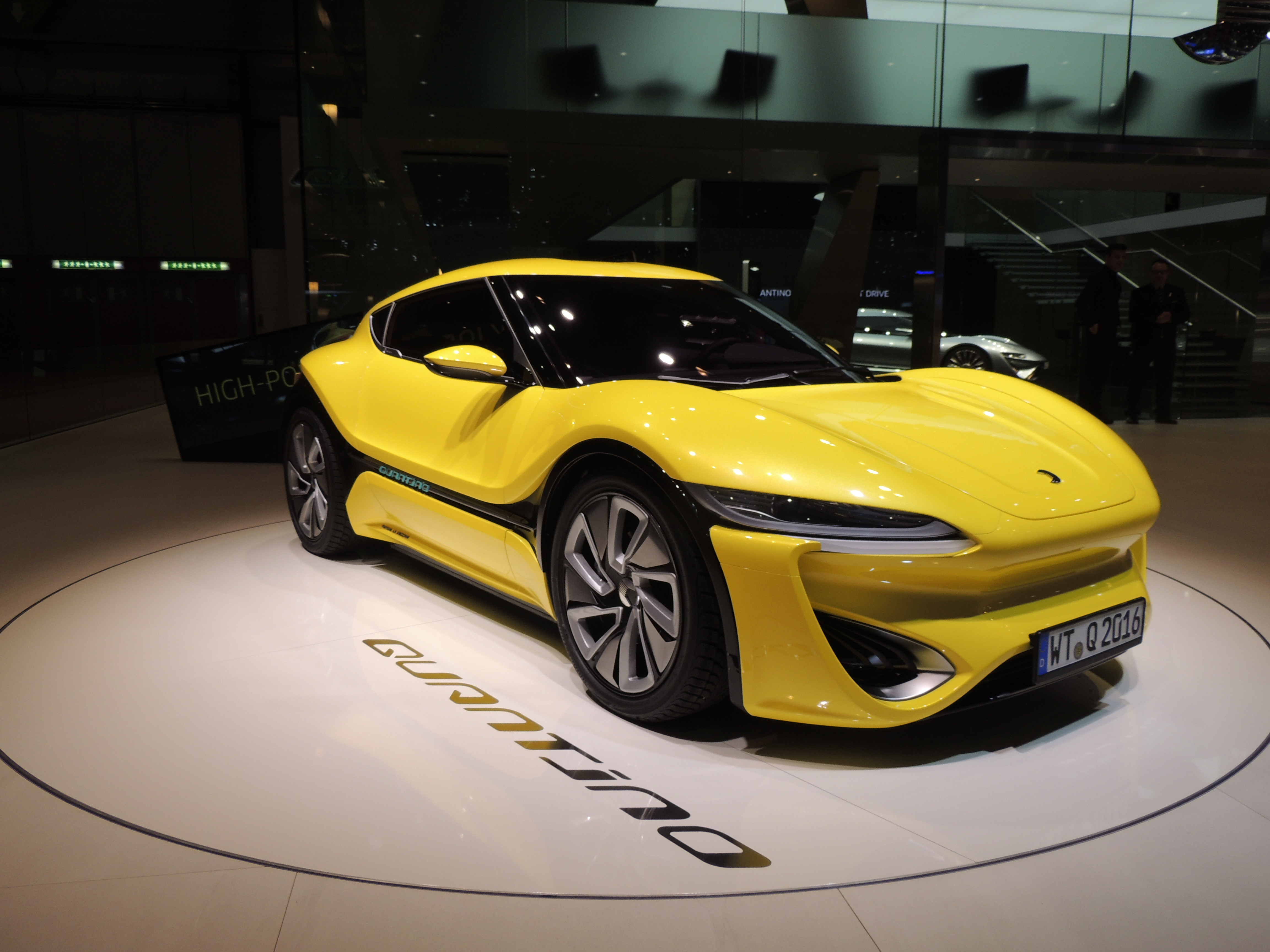
NanoFlowcell Quantino au salon de Genève 2016

Lors de ce même salon de Genève 2015, NanoFlowcell dévoile la maquette d'un modèle plus petit : la Quantino, un coupé 2+2 de 3,91 m de long pour 1,93 m de large. Une nouvelle version est présentée au salon suivant, cette fois en tant que modèle de série. La tension nominale de ses batteries est ramenée à 48 V, soit entre 9 et 10 fois moins qu'une voiture électrique classique. L'idée semble être de faciliter l'homologation du véhicule en limitant les risques liés à l'électricité.
La Quantino est animée par quatre moteurs électriques de 25 kW chacun, pour une puissance revendiquée de 109 ch (contre 136 pour la première mouture de 2015). Elle fait appel à deux réservoirs de 175 L chacun, soit 150 L de moins que la Quant F au total,, et consommerait de l'ordre de 40 L aux 100 km (contre 70 pour sa grande sœur). La réserve d'énergie stockée dans la batterie serait de 112 kWh, ce qui laisse entendre une autonomie de l'ordre de 1 000 km. Elle serait capable d'accélérer de 0 à 100 km/h en moins de 5 s, et d'atteindre une vitesse maximale d'environ 200 km/h.
Au cours d'une démonstration en 2016, elle est parvenue à rouler durant 14 h sans recharger.

## Quant FE
Flowcell présente encore une nouvelle version de sa Quant au salon de Genève 2016, dénommée cette fois Quant FE.

## Controverse
Il y a un manque de compréhension scientifique ou de brevets décrivant comment l'eau avec des sels métalliques peut être utilisée pour produire de l'énergie électrique avec l'efficacité et la densité d'énergie que l'entreprise réclame, et aucune mesure tierce indépendante ne confirme les allégations. La performance revendiquée contredit la recherche qui a été faite sur les batteries à flux. Il a été dit qu '"il n'y a pas encore de preuve solide que le QUANT fonctionne et se comporte comme annoncé".
Quantino aurait utilisé 12 kWh par 100 km dans un test mixte. C'est beaucoup moins que toutes les autres voitures électriques traditionnelles, y compris les voitures plus petites et plus légères. NanoFlowcell ne fait aucun commentaire à ce sujet.Une question se pose, la technologie des batteries NanoFlowCell : constituent-elles un réel substitut aux batteries lithium-ion ?
Le Quant 48 Volt délivre 560 kW à 48 V, ce qui signifie que le courant total alimentant les quatre moteurs serait de 11 666 ampères.
La personne qui prétend avoir inventé la pile à combustible, Nunzio La Veccia, a été accusée de fraude en relation avec une cellule photovoltaïque révolutionnaire censée avoir une efficacité beaucoup plus grande que les cellules concurrentes. Dans une affaire judiciaire, il a expliqué que les prototypes avaient été détruits pour des «raisons de sécurité» en 1999 ou 2000. En 2015, aucun concurrent ne se rapproche de l'efficacité revendiquée. Des accusations similaires ont été portées à propos d'une voiture censée fonctionner sur des cellules photovoltaïques avec une efficacité qui ne pouvait pas être expliquée par la science. La voiture n'a jamais été vendue aux clients.
Nunzio La Vecchia, qui est aussi un écrivain musicien et chanteur, n'a pas fait d'études en ingénierie ou similaire, et a acheté un titre de doctorat.